# 圣吉勒-克鲁瓦德维
圣吉勒-克鲁瓦德维（法語：Saint-Gilles-Croix-de-Vie，法語發音：[sɛ̃ ʒil kʁwa də vi]），法国西部城市，卢瓦尔河地区大区旺代省的一个市镇，隶属于莱萨布勒多洛讷区，其市镇面积为10.46平方公里，2022年1月1日时人口数量为8,140人，在法国城市中排名第1,354位。
圣吉勒-克鲁瓦德维位于旺代省西部，大西洋海滨，维河入海口南侧，自20世纪起成为一个海滨旅游城市。

## 地名来源
“圣吉勒”一名最初以“Sidunum”的形式被记载，公元9世纪时，一名来自法国南部圣吉勒的修道院道士在此传教而命名，该名称来源于基督教圣人圣吉尔斯。
因翻译标准不同，“Saint-Gilles-Croix-de-Vie”在中文谷歌地图等多个汉语资料中被翻译为圣吉尔-克鲁瓦德维，其中“Croix-de-Vie”又被《世界地名翻译大辞典》译为克鲁瓦-德维，但事实上当地并非由“克鲁瓦”和“德维”两地组成。

## 历史

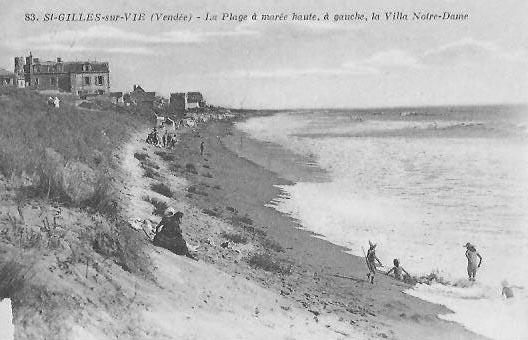
20世纪初的圣吉勒-克鲁瓦德维海滨

圣吉勒-克鲁瓦德维成立于1967年，由维河畔圣吉勒和克鲁瓦德维两个市镇合并而成，其中维河畔圣吉勒为政府驻地。
维河畔圣吉勒位于维河左岸，自中世纪中期起形成聚落，16世纪末，当地曾接纳了大批摩里斯科人，法国大革命期间曾被更名为“菲代勒港”（Port-Fidèle）。
克鲁瓦德维位于维河右岸，该区域曾为一处十字教堂所在地，17世纪以前曾为一个独立的岛屿，后逐渐与陆地相连。法国大革命期间，当地曾被更名为“维河畔小港”（Havre-de-Vie）。
20世纪初，这一地区逐渐形成海滨旅游度假区，1982年，圣吉勒-克鲁瓦德维境内建成了海水浴场，当地人口数量逐年增加。

## 地理

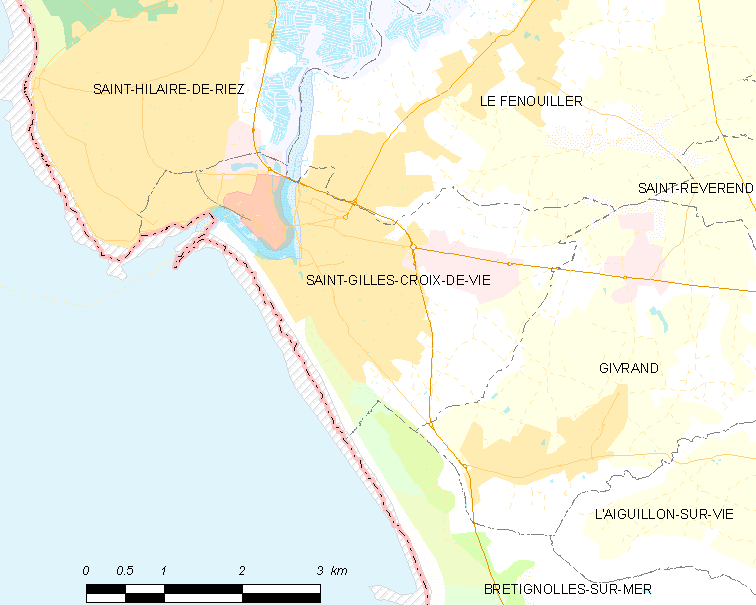
圣吉勒-克鲁瓦德维市镇范围地图

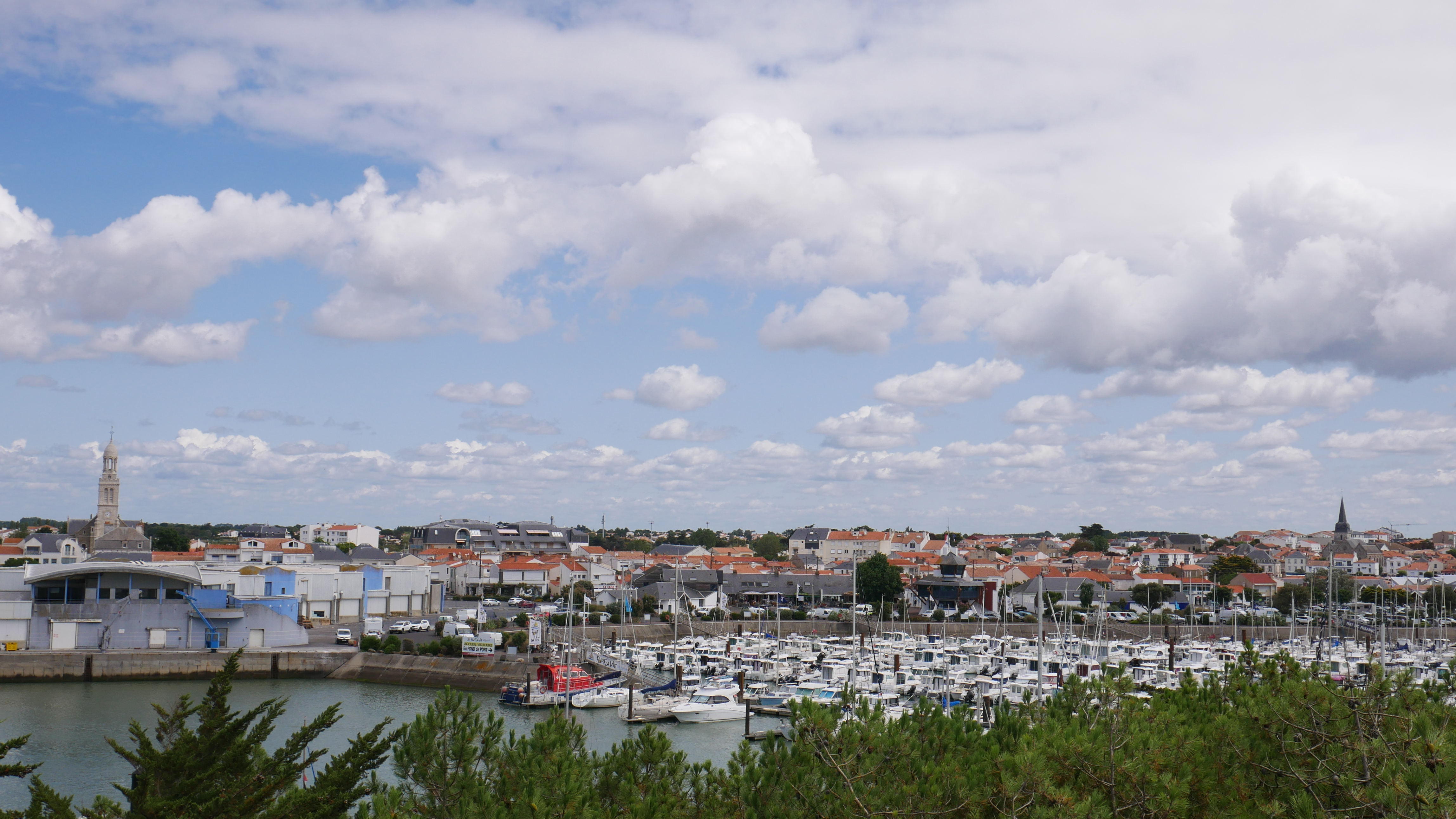
远眺圣吉勒-克鲁瓦德维

圣吉勒-克鲁瓦德维位于法国西部，卢瓦尔河地区大区西南部和旺代省西部，距离省会永河畔拉罗什大约45公里。与圣吉勒-克鲁瓦德维接壤的市镇包括：圣伊莱尔德里耶、滨海布雷蒂尼奥勒、勒弗努耶、日夫朗。

### 地形
圣吉勒-克鲁瓦德维位于旺代平原西部，境内以平原为主，市镇中心地势较为平坦，东南部略有起伏，全境海拔在0到28米之间。

### 水文
维河在此注入大西洋，其左岸支流若奈河流经境内。

### 植被
圣吉勒-克鲁瓦德维属于温带阔叶混交林区，市区南部的绿道（Coulée verte）是当地主要的城市绿地。
在鲜花城市的评比中，圣吉勒-克鲁瓦德维被评为3星级鲜花城市。

### 气候
圣吉勒-克鲁瓦德维在柯本气候分类法中属于较为典型的温带海洋性气候。

## 行政区划
圣吉勒-克鲁瓦德维是法国卢瓦尔河地区大区旺代省的一个市镇，编号为85222。圣吉勒-克鲁瓦德维隶属于莱萨布勒多洛讷区、旺代省第三选区和圣伊莱尔德里耶县，同时也是圣吉勒-克鲁瓦德维地区市镇公共社区的组成部分。
法国国家统计与经济研究所（简称）在进行数据统计时，将圣吉勒-克鲁瓦德维及相邻的另外3个市镇设为圣伊莱尔德里耶城市核心区（2020年扩充至共7个），并将包括核心区在内的周边共6个市镇划为圣伊莱尔德里耶城市区。自2020年起，圣伊莱尔德里耶城市区被包含13个市镇的圣伊莱尔德里耶城市辐射区代替。此外，还将圣吉勒-克鲁瓦德维市镇分为了3个“块区”（IRIS），以便于统计人口分布情况。

## 交通

### 公路
多条旺代省省道在圣吉勒-克鲁瓦德维境内交汇，卢瓦尔河地区大区下属的城际客运提供巴士线路，可前往永河畔拉罗什、莱萨布勒多洛讷、圣让德蒙等地。
2018年，37.4%的圣吉勒-克鲁瓦德维家庭拥有至少一辆私人汽车。2019年，圣吉勒-克鲁瓦德维境内共发生各类交通事故6起，造成6人受伤。
| 巴黎-奥尔良门 | 460 |

| 波尔多 | 339 |

| 永河畔拉罗什 | 45 |

| 丰特奈勒孔特 | 105 |

| 南特 | 75 |

| 圣让德蒙 | 17 |

| 莱萨布勒多洛讷 | 31 |

| 吕松 | 77 |

### 铁路

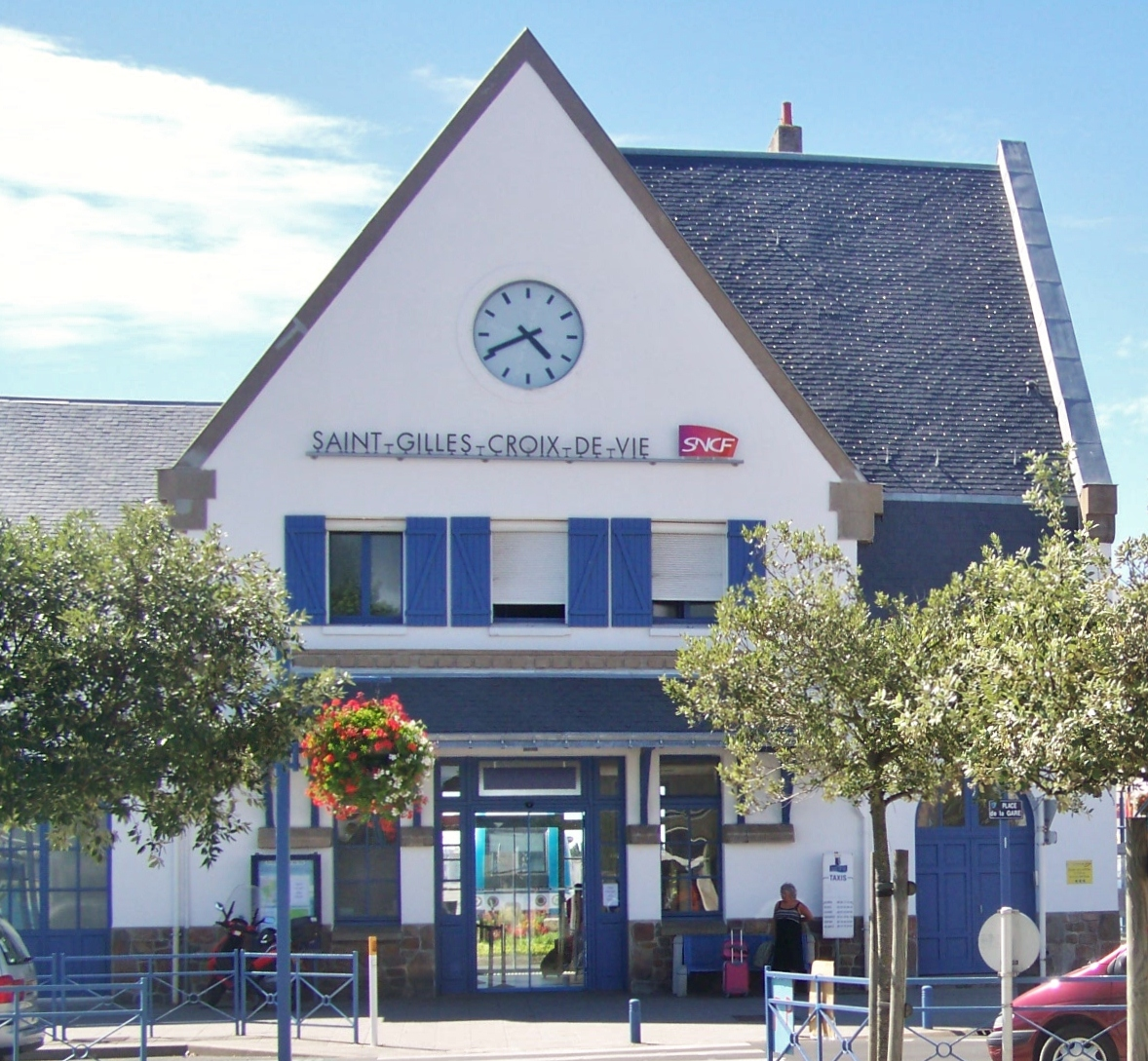
圣吉勒-克鲁瓦德维火车站主站房

圣吉勒-克鲁瓦德维位于科默基耶－圣吉勒-克鲁瓦德维铁路的南端终点。圣吉勒-克鲁瓦德维站位于市区北部，维河右岸，每天开行前往南特的区域列车。

### 航空
距离圣吉勒-克鲁瓦德维最近的民用航空站为南特机场，距离圣吉勒-克鲁瓦德维市中心的公路里程约77公里。

### 城市公共交通
圣吉勒-克鲁瓦德维城市公共交通（商业名称为）是当地的城市公共交通系统，自2014年起投入运营。截至2022年1月，该系统共包括两条公交线路，每周二、三、六运行（每年七、八月的周一至六运行），路网覆盖了圣吉勒-克鲁瓦德维市区内的主要街道和居民区。

## 政治

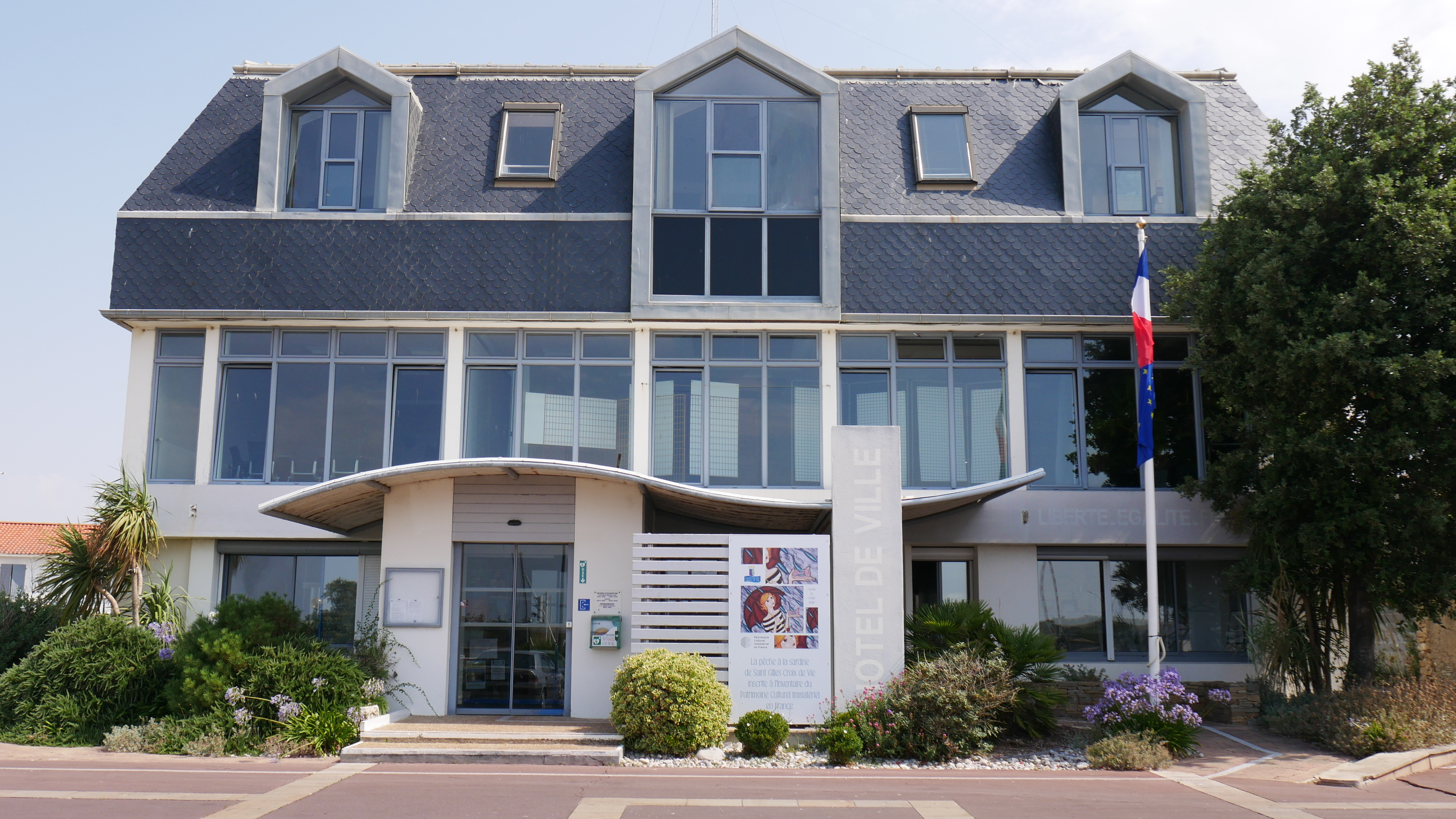
圣吉勒-克鲁瓦德维市政厅

圣吉勒-克鲁瓦德维的现任市长为弗朗索瓦·布朗谢先生（François Blanchet），他是共和党的一名成员，在2020年的市政选举中获得了100%的支持率（无其他候选人）。
在2017年的法国总统大选中，法国第25任总统埃马纽埃尔·马克龙在圣吉勒-克鲁瓦德维获得了75.54%的支持率。

## 人口
2018年，圣吉勒-克鲁瓦德维市镇人口数量为7,759，在法国排名第1,354位。其中男性3,502人，女性4,257人，75岁及以上人口占19.1%，外籍人口数量为1,251人，人口密度为757人/平方公里，当地男性居民被称为或，女性居民被成为或（女性）。2019年，圣吉勒-克鲁瓦德维境内出生50人，死亡人口141人。
| 年份   | 1936  | 1946  | 1954  | 1962  | 1968  | 1975  | 1982  | 1990  | 1999  | 2004  | 2009  | 2014  | 2019  |
| ------ | ----- | ----- | ----- | ----- | ----- | ----- | ----- | ----- | ----- | ----- | ----- | ----- | ----- |
| 人口數 | 2,088 | 2,438 | 3,029 | 3,292 | 6,178 | 6,725 | 6,159 | 6,296 | 6,797 | 7,189 | 7,230 | 7,530 | 7,862 |

## 经济
圣吉勒-克鲁瓦德维是一个区域性的中心城市。截止2022年1月，圣吉勒-克鲁瓦德维市镇范围内共有各类用人单位（包含自雇）2,085家，平均历史为16年，其中98.48%为中小型企业（PME）。（大型零售）、（大型零售）及（企业管理）是当地2020年营业额最高的三个企业，分别为69,652,734欧元、35,532,137欧元和23,111,000欧元。

## 财政与居民收入
2020年，圣吉勒-克鲁瓦德维的财政收入总额为15,058,300欧元，财政支出总额为13,857,700欧元，当年的债务总额为15,353,900欧元。2021年，圣吉勒-克鲁瓦德维共获得1,173,815欧元的国家财政补助，比上一年减少了1.33%。
2019年，圣吉勒-克鲁瓦德维的人均月收入总额为2,154欧元，其中高级职员为4,075欧元，低于法国平均水平（4,230欧元）；中级职员为2,270欧元，低于法国平均水平（2,411欧元）；普通职员为1,681欧元，亦低于法国平均水平（1,740欧元）。
2018年，圣吉勒-克鲁瓦德维境内的青壮年（15至64岁）失业率为14.3%，当地55.9%的家庭拥有纳税资格，平均纳税2,990欧元，低于法国平均水平（3,910欧元）。

## 社会事务

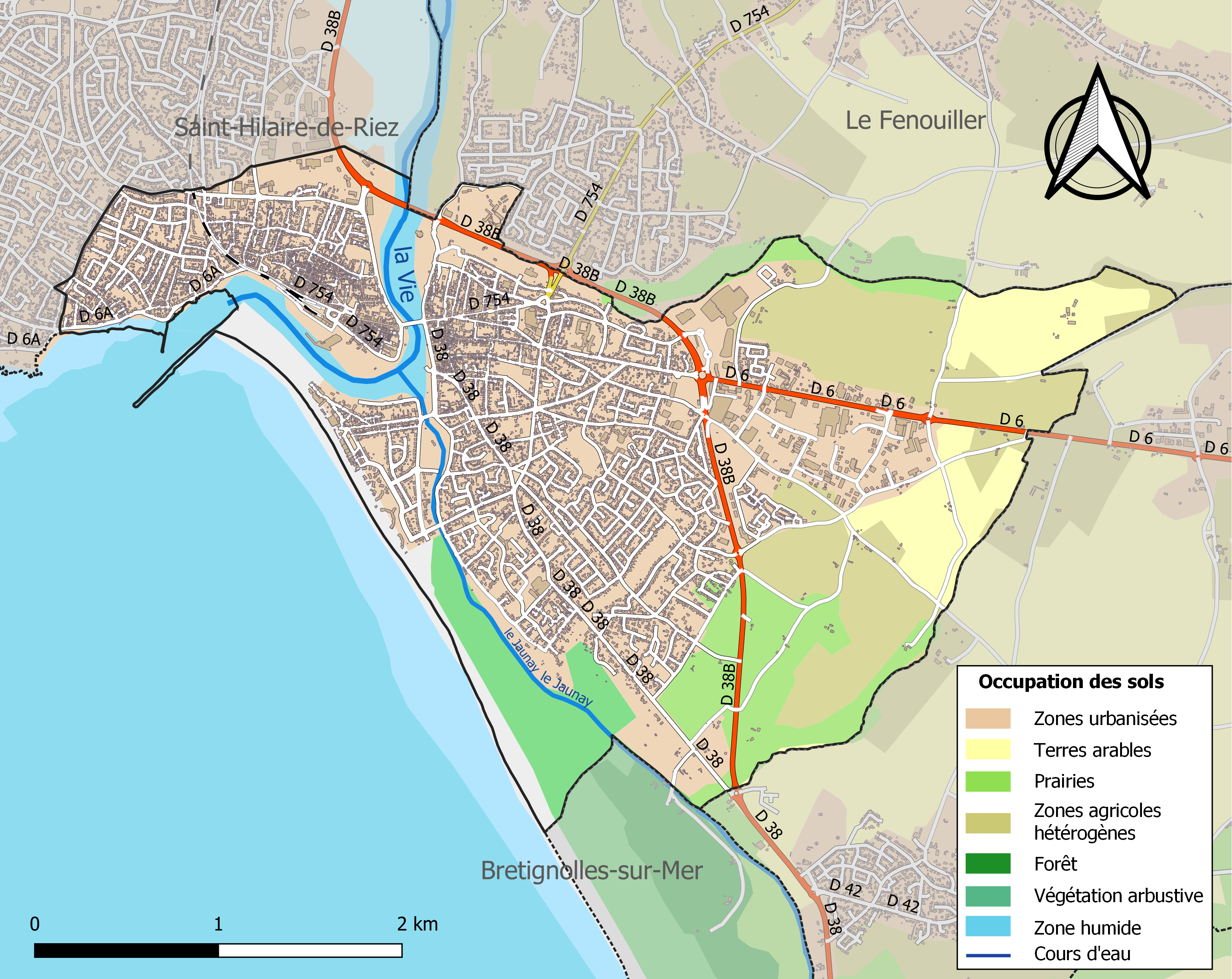
圣吉勒-克鲁瓦德维土地利用情况地图

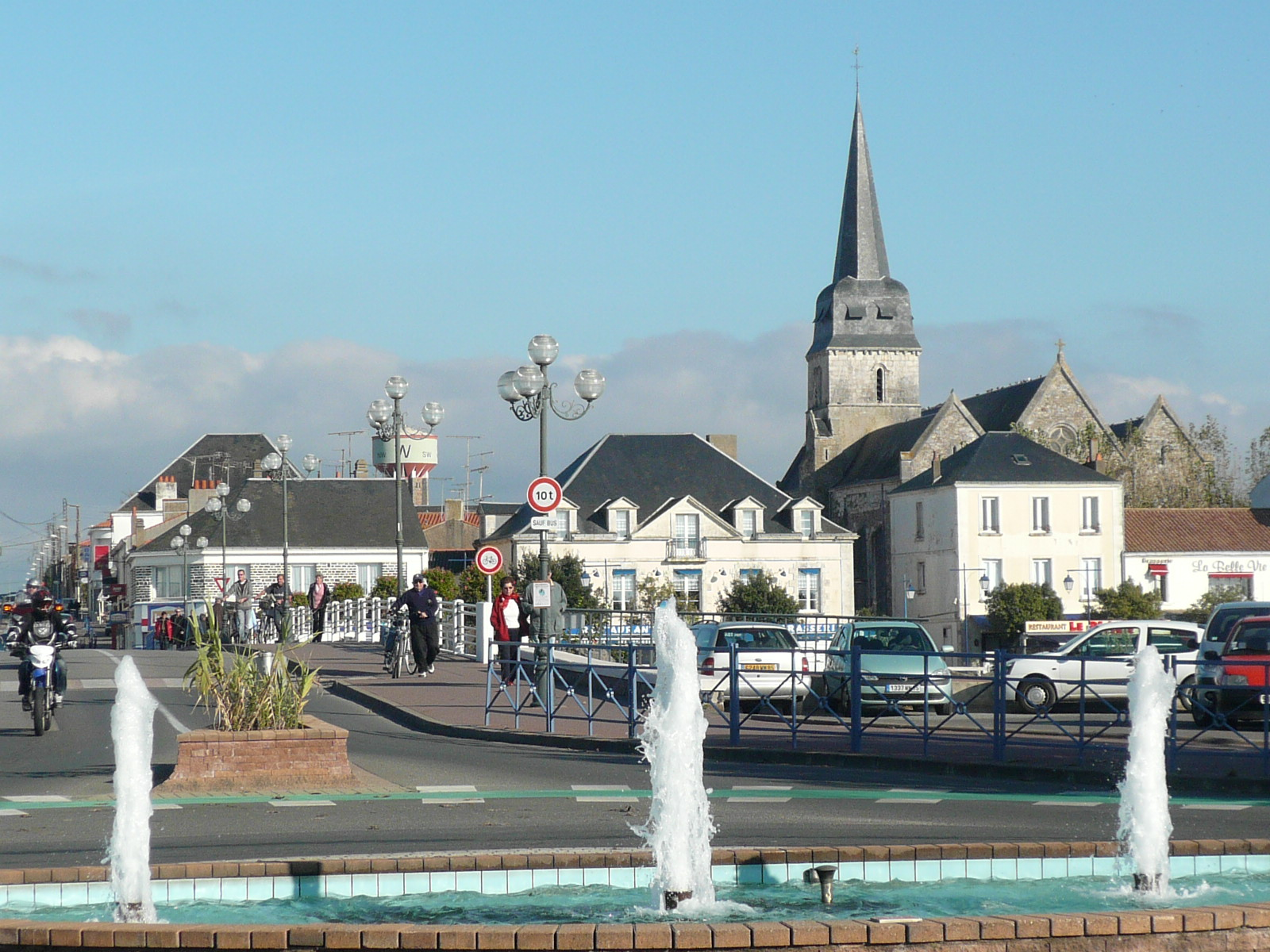
圣吉勒-克鲁瓦德维市中心

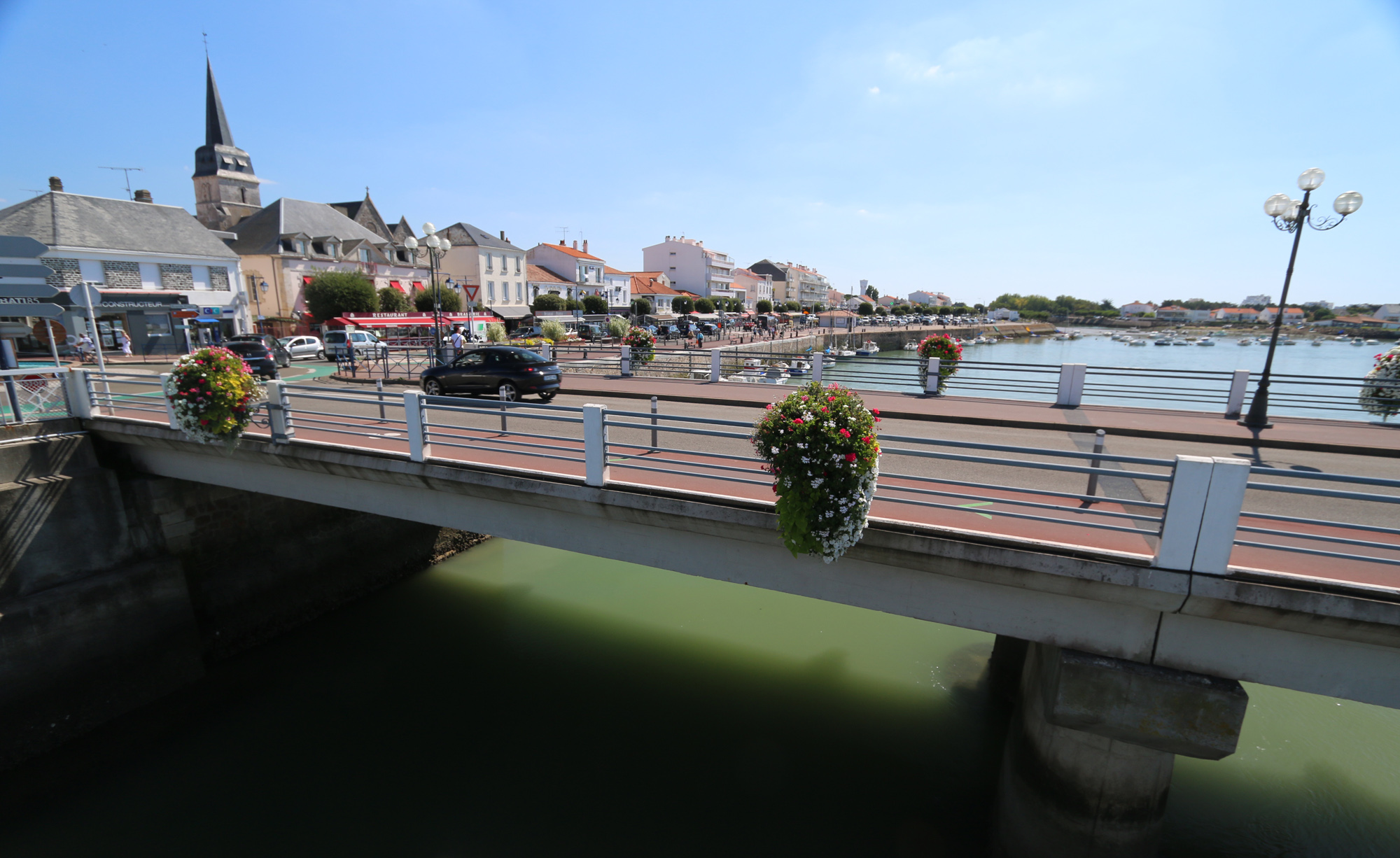
维河大桥

### 教育
圣吉勒-克鲁瓦德维属于南特学区。截止2020年1月1日，圣吉勒-克鲁瓦德维境内共有2所幼儿园、4所小学、2所初级中学和1所农业高中。2018至2019学年度，圣吉勒-克鲁瓦德维境内共有在校中等教育阶段学生1,673名。

### 医疗
截止2020年1月1日，圣吉勒-克鲁瓦德维境内共有全科医生11名、保健师15名、牙医9名、护士24名、耳科医生1名、眼科医生7名和助产士1名。境内共有药房4家、养老院2家。
卢瓦尔旺代海洋中心医院（Centre Hospitalier Loire-Vendée-Océan）是法国的一个区域性医疗机构，其总部位于沙朗，在圣吉勒-克鲁瓦德维市区设有一处含135个床位的病区，后者是当地规模最大的公立医院。

### 住房
2018年，圣吉勒-克鲁瓦德维境内共有各类住房9,474套，其中64.6%为独立式居民区，35.1%为集中式居民区。常住房屋占圣吉勒-克鲁瓦德维市镇范围内居民建筑总量的44.4%。
在住房保障政策方面，2020年，圣吉勒-克鲁瓦德维境内共有673户家庭获得了住房经济补助，受益人数占总人口数量的8.7%，其中651份为房租补助。

### 商业
2019年，圣吉勒-克鲁瓦德维境内共有各类实体商铺458家，其中餐厅94家、大型超市7家、杂货店8家、面包房13家、肉铺4家、书店5家、银行门店13家、美容美发店25家、汽车维修店14家。市区东北部建有开放式商业街区，有E. Leclerc、Intersport等购物商场。

### 体育
2020年，圣吉勒-克鲁瓦德维境内共有3间体育馆、1座综合体育场、12处网球场以及2处足球或橄榄球场。
截至2022年1月，圣吉勒-克鲁瓦德维境内暂无注册足球俱乐部。圣吉勒-圣伊莱尔足球俱乐部（Saint Gilles Saint Hilaire Football Club，编号580443）是当地的一支足球队，注册地址位于圣伊莱尔德里耶境内，2021至2022赛季参加旺代省足球联赛（第十一级别）。

### 环境
圣吉勒-克鲁瓦德维的环境事务由其所属的圣吉勒-克鲁瓦德维地区市镇公共社区负责。2019年，圣吉勒-克鲁瓦德维境内共有1家污染企业。

### 治安
2019年，圣吉勒-克鲁瓦德维市镇范围内有1处宪兵队。
圣吉勒-克鲁瓦德维所在地是莱萨布勒多洛讷宪兵总队的管辖范围。2020年，该宪兵总队辖区内共79个市镇累计发生各类案件6,360起，其中盗窃类案件3,359起，经济类案件1,112起，毒品交易类案件239起。

## 文化
2020年，圣吉勒-克鲁瓦德维境内有1家电影院。圣吉勒-克鲁瓦德维市政府提供多媒体中心。

### 建筑
圣吉勒-克鲁瓦德维境内有多处历史建筑，其中法国国家文物保护单位包括圣吉尔斯教堂、托内勒巨石等，圣十字教堂（Église Sainte-Croix）和灯塔是当地的地标性建筑物。

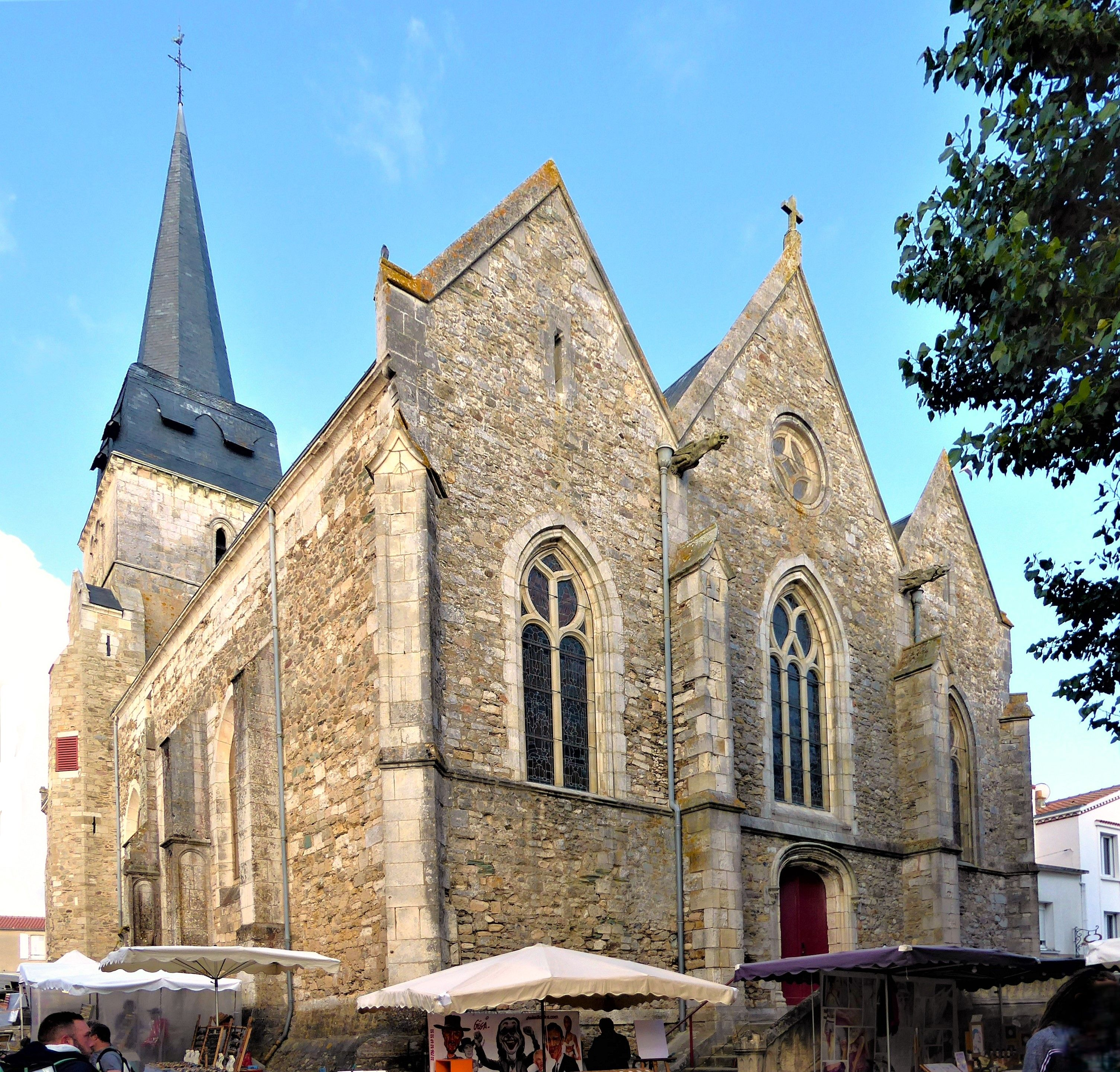
圣吉尔斯教堂（法语：Église Saint-Gilles de Saint-Gilles-sur-Vie）
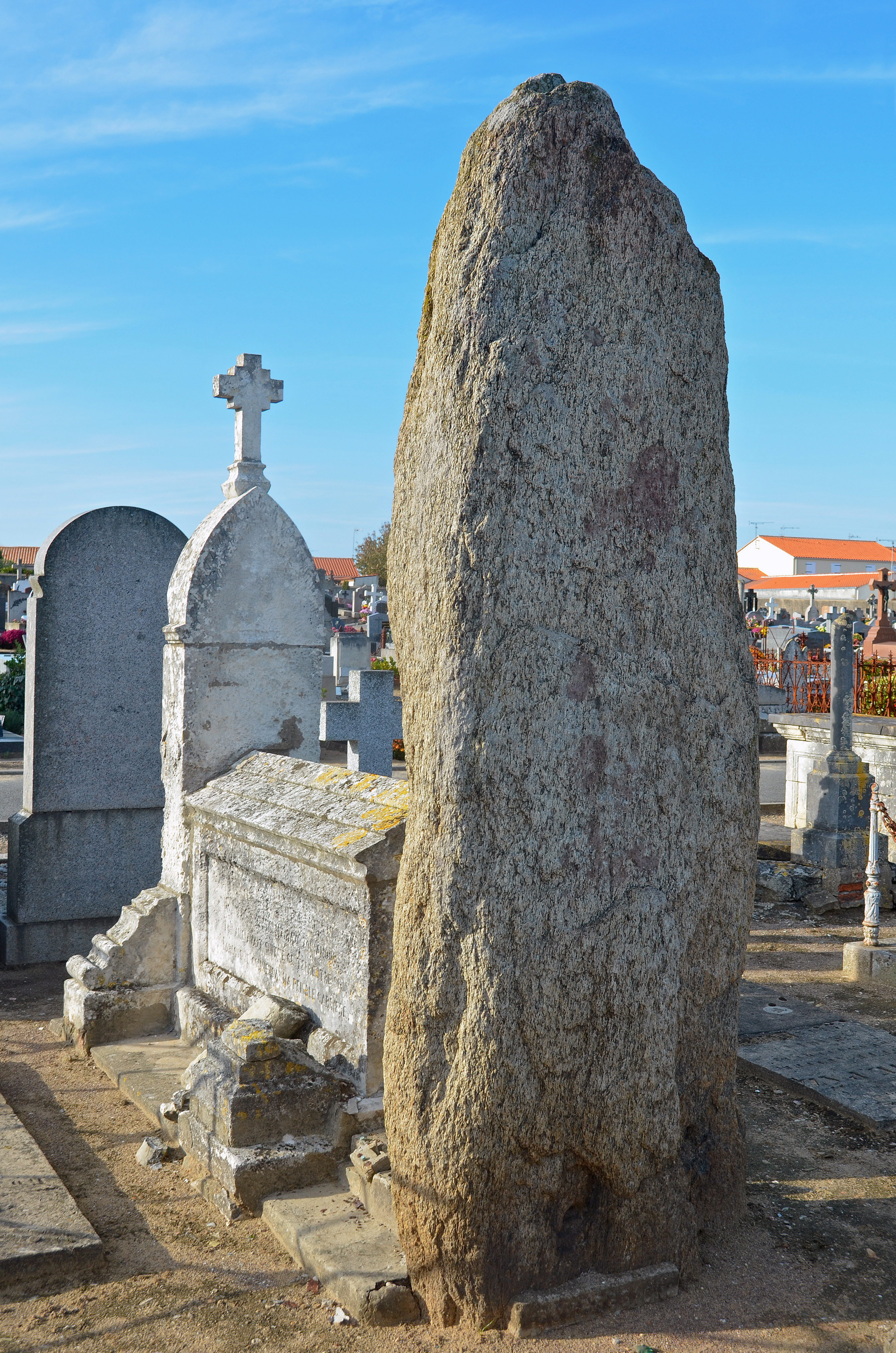
托内勒巨石（法语：Menhir de la Tonnelle）
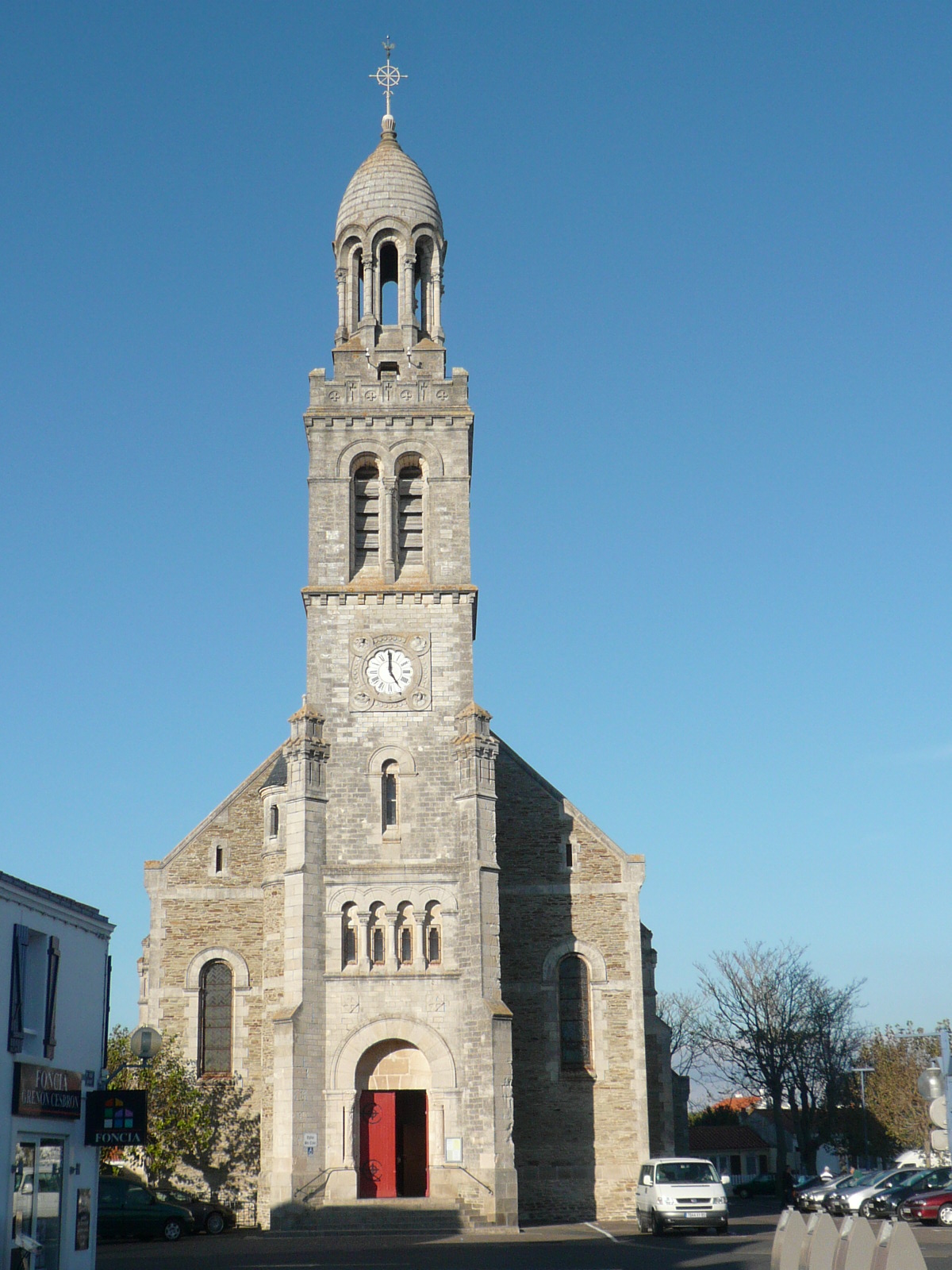
圣十字教堂
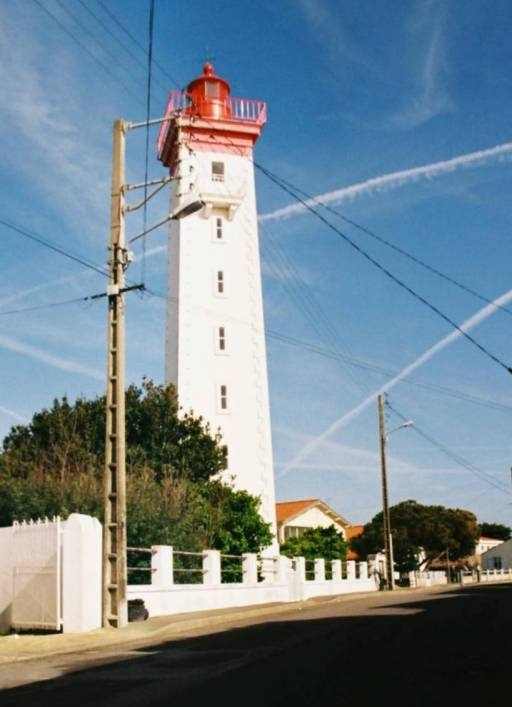
灯塔
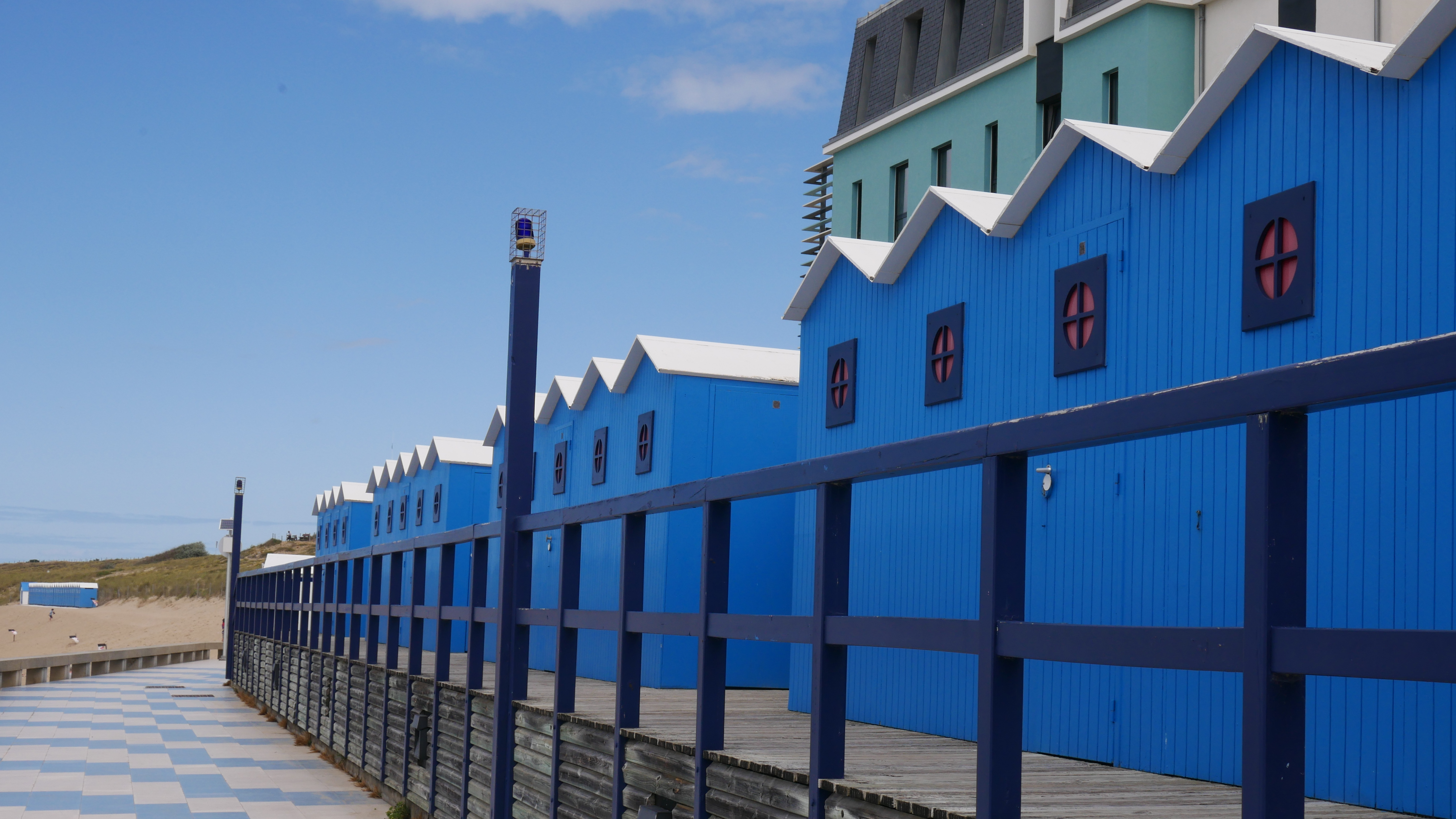
海滨木棚
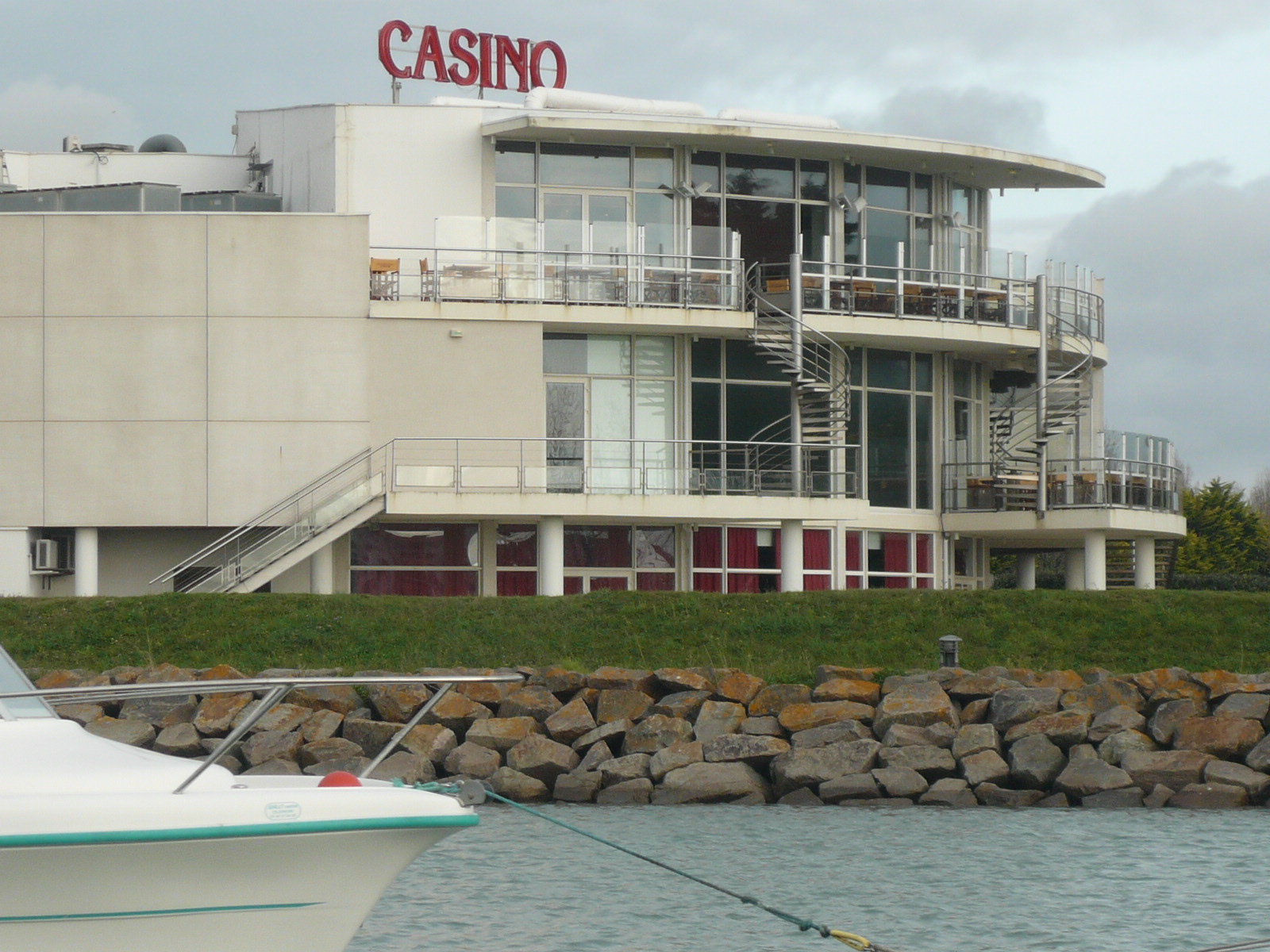
赌场
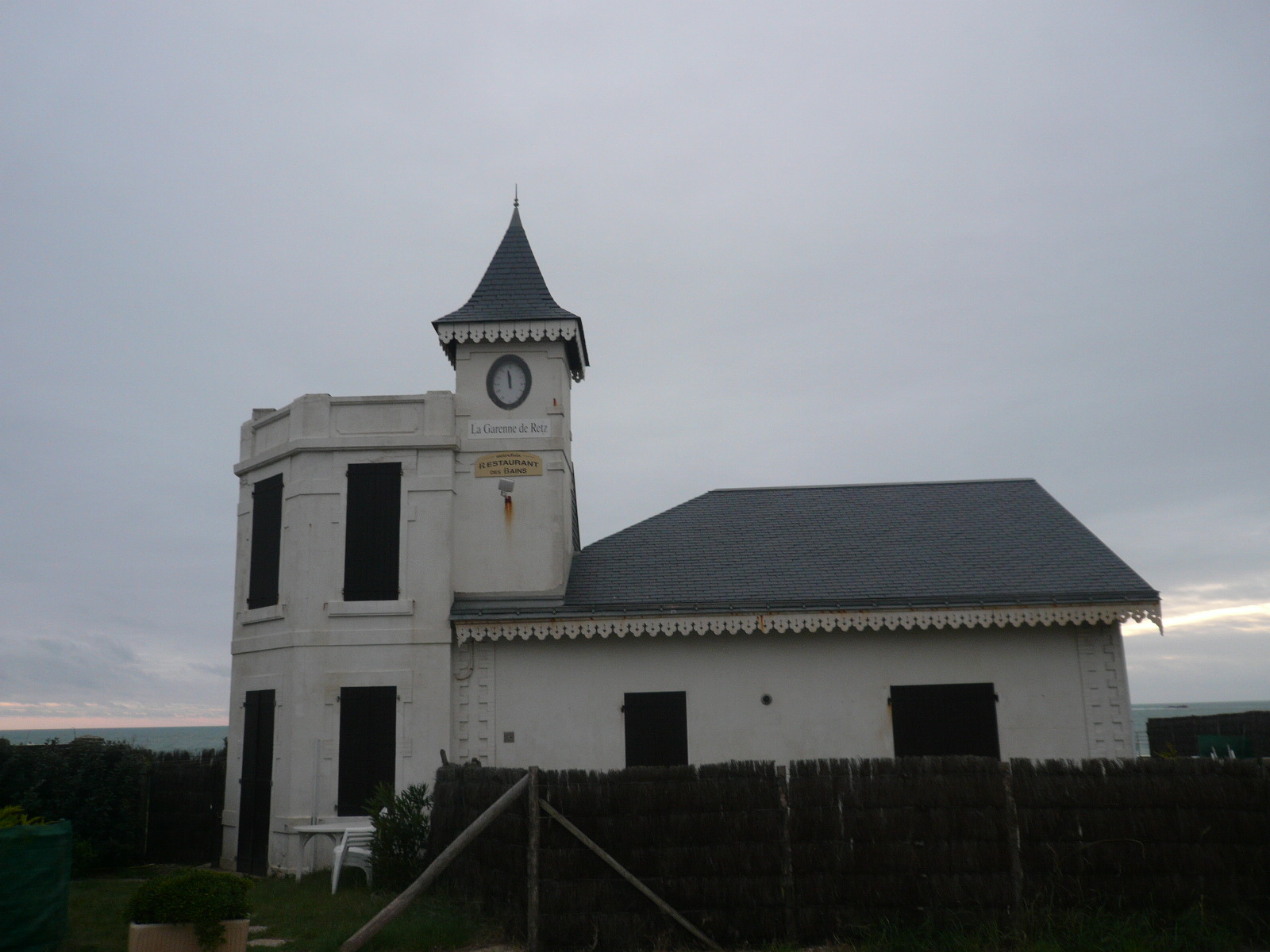
一处餐厅旧址

### 旅游
圣吉勒-克鲁瓦德维的旅游事务由其所属的圣吉勒-克鲁瓦德维地区市镇公共社区负责。2021年，圣吉勒-克鲁瓦德维境内共有5家酒店共计158间房间；另有4个露营地，可容纳共754辆露营车。

### 媒体
法国主要的媒体均可在圣吉勒-克鲁瓦德维接收，法国电视三台下属的卢瓦尔河地区大区频道在部分时段播出圣吉勒-克鲁瓦德维所属区域的地方新闻。《旺代邮报》、云雀广播、蓝色法兰西海滨卢瓦尔广播、旺代电视台等是当地主要的地方媒体

## 相关人物
法国航海家纳尔西斯·佩勒蒂埃和篮球教练安托万·米雄出生于圣吉勒-克鲁瓦德维境内。
俄罗斯女作家玛琳娜·伊万诺夫娜·茨维塔耶娃曾于1926年4月至9月间居住于维河畔圣吉勒。

## 友好城市
截至2022年1月，圣吉勒-克鲁瓦德维共与两座城市互为友好城市关系：
- 西班牙 戈松（2006年）
- 卢瓦-谢尔省 蒙特里沙尔-瓦勒德谢尔（2019年）[48]